# ريكا بيورا

ريكا بيورا ( مواليد 13 يونيو 1977) هي سياسية فنلندية وهي حالياً عضوة في برلمان فنلندا عن حزب الفنلنديين.